# Zaurbek Kazbekovics Szidakov
Zaurbek Kazbekovics Szidakov (Заурбек Казбекович Сидаков, Szurgut, 1996. március 14. –) orosz szabadfogású birkózó. A 2018-as birkózó-világbajnokságon aranyérmet nyert 74 kg-os súlycsoportban, szabadfogásban, melyet megnyert. Kétszeres orosz nemzeti bajnok birkózó, az Ivan Jarygin Grand Prix-n kétszeres ezüstérmes, egy aranyérmet szerzett és egy bronzérmet. A Katonai közelharc világbajnokságon 2018-ban aranyérmet szerzett. Az U23-as Európa-bajnokságon aranyérmet szerzett.

## Sportpályafutása
A 2018-as birkózó-világbajnokságon a döntő során a grúz Avtandil Kentcsadze volt ellenfele, akit 2–2-re, technikai pontozással  megvert. A 2021-re halasztott tokiói olimpián a fehérorosz Mahamedhabib Kadzimahamedav ellen vívott döntőt 7–0-ra nyerve lett olimpiai bajnok.